# Black Foxxes
I Black Foxxes sono una band indie rock inglese proveniente da Exeter, Inghilterra . Formatosi nel 2013, il gruppo ha pubblicato il suo primo EP, Pines, nel 2014, prima di firmare con la Spinefarm Records /Search And Destroy Records l'anno successivo. Nel 2016 hanno pubblicato il loro album di debutto I'm Not Well, seguito da Reiði nel 2018.
Il loro sound è stato descritto come "un mix di grunge e indie rock degli anni '90 con elementi emo e alt-country dei primi anni 2000".
Nel 2017, i Black Foxxes hanno ricevuto due nomination agli Heavy Music Awards, una come miglior band rivelazione e una come miglior copertina dell'album con I'm Not Well.

## Storia

### Formazione ePines(2013-2015)
Mark Holley, Tristan Jane e Anthony (Ant) Thornton sono cresciuti a Exeter, in Inghilterra, e dopo aver fatto parte di varie band della scena musicale locale, hanno deciso di formare i Black Foxxes nel 2013. Holley ricorda: "Conoscevo Ant (Thornton - batteria) da sempre in questa scena e si era appena separato dai Brotherhood Of The Lake, quindi gli ho telefonato e ci siamo trovati subito bene. Lui ha capito, ha invitato Tris (Jane - basso) per una jam e ha suonato così forte che abbiamo dovuto dire di sì. Eccoci qui ora." 
Il 24 novembre 2014, i Black Foxxes pubblicano il loro primo EP, Pines . Il disco è stato registrato in una capanna di scout vicino a Plymouth e diffuso indipendentemente. Si tratta di un disco molto personale, in cui Holley esterna i suoi sentimenti e le sue esperienze, concentrandosi principalmente sui problemi di salute mentale e sulla sua lotta contro il morbo di Crohn.
L'EP cattura l'interesse di diverse etichette e critici musicali, che definiscono i Black Foxxes come "una delle band più emozionanti del circuito rock del Regno Unito". Tra i loro fan c'era il conduttore di BBC Radio 1, Daniel P. Carter, che era anche responsabile A&R per Search And Destroy Records. Dopo averli passati in radio ininterrottamente, ha contattato il trio su Twitter, proponendo di metterli sotto contratto.
Nel gennaio 2015, i Black Foxxes si sono esibiti alla sessione BBC Introducing nel Devon, uno spettacolo popolare finalizzato alla scoperta di nuovi talenti ancora senza etichetta.
Nel luglio 2015 la band è entrata ufficialmente a far parte della Search And Destroy Records, in collaborazione con Spinefarm Records e Universal Music . Durante l'estate dello stesso, i Black Foxxes debuttano sul palco dei festival di Reading e Leeds, prima di partire per un tour con Deerhunter e Turbowolf .
I Black Foxxes continuano il tour fino alla fine del 2015. Ad Ottobre suonano al festival Warped Tour di Londra, e a Dicembre si uniscono a Lower Than Atlantis, As It Is e Moose Blood per alcuni spettacoli nel Regno Unito.

### I'm Not Well(2016-2017)
All'inizio del 2016 la band inizia a lavorare su nuova musica. Il bassista Tristan Jane ha dichiarato: "Ci siamo nascosti in un piccolo studio fantastico nel cuore del Devon, in mezzo al nulla, e ci siamo lasciati trasportare dalla passione. Caminetti, caffè artigianale, nient'altro che campi a perdita d'occhio. Era davvero l'ambiente ideale. E lo studio stesso era fantastico, quindi, in coppia con Adrian Bushby, il nostro straordinario produttore, è stato un sogno che si è avverato per noi." 
Nella primavera del 2016, si uniscono a Milk Teeth e Eat Me per un tour nel Regno Unito, e il 29 maggio 2016 si esibiscono al festival Big Weekend di BBC Radio 1 a Exeter.
Il 19 agosto 2016 pubblicano il loro primo album in studio, I'm Not Well, contenente i singoli "Whatever Lets You Cope", "How We Rust", "Husk" e la traccia che dà il titolo all'album "I'm Not Well". Il disco riceve recensioni positive, in particolare, viene apprezzato per la sua maturità e autenticità, con i testi di Holley che rappresentavano un potente strumento per affrontare emozioni e ansia.
Durante l'estate del 2016, la band si è esibita al Download Festival e per la seconda volta a Reading e Leeds, prima di intraprendere il loro primo tour da headliner negli Stati Uniti e nel Regno Unito.
Il 16 dicembre 2016, i Black Foxxes pubblicano l'EP Headsick Sessions (Live), composto da due cover - "Wrecking Ball" di Ryan Adams e "Molten Light" di Chad VanGaalen - e da una traccia originale, "Neige (acoustic)", già disponibile come bonus track su I'm Not Well.
La band trascorre la maggior parte del 2017 in tour. A febbraio, supportato i Taking Back Sunday a Glasgow e Londra, prima di unirsi ai Vant a Marzo e agli You Me At Six ad Aprile per alcuni spettacoli in tutto il Regno Unito. Alla fine di Maggio suonano allo Slam Dunk Festival con Milk Teeth, Enter Shikari, Don Broco, Against Me! e molti altri gruppi. A Novembre intraprendono un tour nel Regno Unito insieme a Deaf Havana e Decade.

### Reiði(2018-2019)
Il 16 marzo 2018, i Black Foxxes pubblicano il loro secondo album, Reiði . Il titolo è una parola islandese che significa "rabbia" e si pronuncia "ray-dee". Mark Holley ha scritto la maggior parte del disco in Islanda. "La mia salute mentale era pessima la prima volta che sono andato in Islanda", ha spiegato. "Ma iniziavo a vedere progressi ogni volta che ci andavo. È stato un grande passo per me andare in un posto arido, senza nessuno e con condizioni meteorologiche folli, e fare tutto da solo. Sentivo come se ci fosse una relazione reciproca tra me e quel posto perché lì ho superato molte difficoltà. Ho scritto un sacco di musica quando sono andato in Islanda la seconda volta, e il nostro nuovo disco riflette questo.".
L'album è stato preceduto dal singolo di successo "Manic In Me", girato in Islanda a Gennaio. Altri singoli includono "Sæla", "Joy" e "Breathe".
Reiði è stato presentato da Kerrang! come Album della settimana, e la stampa lo definì come "crudo, impavidamente emotivo, onesto, come una boccata d'aria fresca".
Nella primavera del 2018, la band intraprende un tour in Europa e nel Regno Unito, e trascorre l'estate esibendosi in festival. Nel Settembre e nell'Ottobre 2018, Mark Holley ha tenuto alcuni spettacoli acustici in sei diverse città del Regno Unito.
Il 17 agosto 2018, i Black Foxxes pubblicano una cover del successo dei Cure "Lovesong", insieme a un video di accompagnamento.
Il 21 settembre 2018 pubblicano una seconda traccia, una versione acustica di "Oh, It Had To Be You", tratta da Reiði..

### Black Foxxes(2020)
Il 2 Marzo 2020 Thornton e Jane annunciano di lasciare band tramite i social media. Il 17 luglio 2020 la band pubblica un nuovo brano intitolato "Badlands", sostituendo Thornton e Jane con il nuovo batterista Finn Mclean e il nuovo bassista Jack Henley. Il 14 agosto 2020 annunciano il loro terzo album in studio omonimo, pubblicato il 30 Ottobre 2020 su Search And Destroy Records / Spinefarm Records. L'annuncio è arrivato insieme al secondo singolo intitolato "Swim".
The Haar (2025)
Il 7 Marzo 2025 esce il nuovo album "The Haar".

## Formazione
Membri attuali
- Mark Holley - voce, chitarra
- Finn Mclean - batteria
- Jack Barrett - basso

Membri passati
- Tristan Jane - basso
- Anthony (Ant) Thornton - batteria
- Jack Henley - basso

## Discografia

### Album in studio
- I'm Not Well (2016)
- Reiði (2018)
- Black Foxxes(2020)
- The Haar (2025)

### EP
- Pines (2014)
- Headsick Sessions (Live) (2016)

## Premi
| Opera nominata | Anno | Premio                                        | Risultato |
| -------------- | ---- | --------------------------------------------- | --------- |
| Black Foxxes   | 2017 | Heavy Music Awards Miglior gruppo rivelazione | Nominati  |
| I'm Not Well   | 2017 | Heavy Music Awards Miglior copertina di album | Nominati  |